# Песчаный (Марий Эл)
Песчаный — посёлок в Медведевском районе Марий Эл Российской Федерации. Входит в состав Куярского сельского поселения.
Численность населения — 179 человек (2021 год).

## География
Располагается в 6 км от административного центра сельского поселения — посёлка Куяр. Поселок находится около железной дороги Йошкар-Ола — Казань. В 500 м от него проходит автомобильная дорога общего пользования федерального значения А-295 Йошкар-Ола — Зеленодольск, с которой посёлок соединен асфальтированной дорогой.
Посёлок окружает сосновый лес, недалеко протекает речка Студёнка.
Возле посёлка ведётся разработка Студёнковского месторождения строительных песков.

## История
Основатели деревни — поселившиеся в 1950 году 4 семьи из Кировской области и Сибири, связанные с разведкой и разработкой месторождения строительных песков. Месторождение было открыто в 1952 году предприятием «Геологостройтрест».
Активная разработка месторождения началось с 1959 года. Для прибывающих семей строились ведомственные двухэтажные многоквартирные кирпичные дома.
5 апреля 1973 года по Указу Президиума Верховного Совета Марийской АССР населенному пункту Песчаный карьер присвоили название поселок Песчаный.

## Население
| 2010 | 2011 | 2016 | 2017 | 2018 | 2019 | 2020 |
| ---- | ---- | ---- | ---- | ---- | ---- | ---- |
| 130  | ↗144 | ↗153 | ↗157 | ↗163 | ↘162 | ↗178 |
| 2021 |      |      |      |      |      |      |
| ↗179 |      |      |      |      |      |      |

Национальный состав на 1 января 2011 г.:
| Национальность | Численность, чел. | Доля    |
| -------------- | ----------------- | ------- |
| всего          | 144               | 100,0 % |
| Марийцы        | 62                | 43,1 %  |
| Русские        | 69                | 47,9 %  |
| Татары         | 4                 | 2,8 %   |
| Чуваши         | 5                 | 3,5 %   |
| другие         | 4                 | 2,8 %   |

## Описание
Улично-дорожная сеть посёлка имеет грунтовое покрытие. В посёлке имеется 22 дома. Посёлок не газифицирован.